# Daniuska González
Daniuska González González (Matanzas, Cuba, 26 de febrero de 1967) es una profesora universitaria, Titular, también investigadora, poeta, ensayista, crítica literaria y periodista cubano-venezolana. Trabaja en la Facultad de Humanidades, Departamento de Literatura y Lingüística, de la Universidad de Playa Ancha en Valparaíso y reside en Viña del Mar.
Actualmente coordina el «Grupo Internacional de Investigación de la Violencia», y entre 2012 y 2014 coordinó otro grupo de investigación, denominado: «Palabra e imagen: representación de la violencia política latinoamericana y caribeña contemporánea», de la Universidad Simón Bolívar.
Como investigadora se hizo acreedora del premio a la labor investigativa del Programa de Estímulo al Investigador (PEII), Observatorio Nacional de Ciencia y Tecnología (ONCTI), Venezuela, durante los años 2004-2006, 2006-2008, 2008-2011 y 2011-2014; y el Premio Andrés Bello 2011, mención Ciencias Sociales, por trabajo de investigación, otorgado por la Asociación de Profesores de la Universidad Simón Bolívar.
Fue Investigadora Responsable del Proyecto Fondecyt Regular N° 1190233 “Los nudos de la memoria. El testimonio chileno y venezolano contemporáneo” (2019-2022) y actualmente es CoInvestigadora del Proyecto Fondecyt Regular N° 1220007 “Narrativa distópica latinoamericana contemporánea desde la crítica literaria feminista: hacia un poshumanismo crítico” (2022-2025). 
Ha sido conferencista en países como Japón, España, Italia, Chile, Argentina, Perú, Ecuador, Bolivia, República Dominicana, Cuba y Venezuela. Cuenta con más de 25 artículos de investigación, numerosos textos críticos y entrevistas, las que han aparecido en periódicos y revistas de Italia, México, El Salvador, Uruguay, España, Francia, Venezuela y Cuba. Siendo su principal línea de investigación la violencia política.

## Biografía

### Juventud
Desde joven se interesó por la literatura y entre 1982 y 1985 formó parte del taller literario del preuniversitario “José Luis Dubrocq”, institución donde cursaba su preuniversitario, y que dirigía el profesor Luis Espino García. En esos años se hizo acreedora del Premio Municipal de Poesía de su ciudad natal. Se graduó de Bachiller en Ciencias y Letras en 1985.
Ese mismo año se trasladó a la capital cubana para cursar estudios en la Universidad de La Habana, en la entonces carrera de Periodismo, de la cual se graduó cinco años después con un trabajo sobre el periodismo cultural de Carlos Rafael Rodríguez, el cual mereció el reconocimiento del intelectual cubano José Antonio Portuondo. Realizó pasantías en la emisora Radio Reloj, el periódico Trabajadores y los Noticieros matutino y estelar de la televisión cubana.
Ya graduada se incorporó a la Emisora Provincial Radio 26 de Matanzas, donde trabajó como redactora y cubriendo actividades de la cartelera cultural, fundamentalmente del Festival del Nuevo Cine Latinoamericano.

### Vida profesional y académica
En 1993 se radicó en Venezuela, adquiriendo la ciudadanía de ese país en 2002, y por un breve periodo, residió en Ciudad de México. Como periodista se desempeñó en los diarios Avance y La Región, ambos de Los Teques, en las revistas Kena y Páginas de Caracas y en la Galería de Arte Nacional (GAN), en esta última conoció al pintor Oswaldo Vigas y se encargó de su vínculo con los medios de comunicación.
Como tallerista integró el Taller de Poesía del Centro de Estudios Latinoamericanos Rómulo Gallegos (CELARG), Caracas, en 1996, dirigido por el reconocido poeta Juan Calzadilla.
Fue encargada de publicaciones en el Ateneo de Los Teques y subdirectora de Ateneo. Revista de Literatura y Arte (1996-2007), una de las revistas más influyentes de la cultura venezolana de esos años.
Entre 1996 y 1999 realizó la Maestría en Literatura Latinoamericana Contemporánea, en la prestigiosa Universidad Simón Bolívar, graduándose con Honores con una tesis sobre el narrador chileno Luis Sepúlveda. Tres años después se incorporó como profesora del Departamento de Lengua y Literatura de esa casa de estudios hasta 2014.
Para esa fecha había publicado los poemarios El concilio de las fábulas (1993), Palabra de la Muerte (primera edición, 1998; y segunda edición, 1999) y en México la primera edición de Las iniciales del tiempo (2001). También había publicado el libro de testimonio Antonio Santoro, memorias de un emigrante (1994) y seleccionado y prologado la antología poética  Poetas Cubanos Actuales (1995).
Fue en esa época que comenzó a colaborar en el segmento de recomendación de libros con el programa televisivo Formato Libre, que primero se transmitió por Canal Metropolitano de Televisión (CMT) y luego por Venezolana de Televisión.
En 2004 Monte Ávila Editores publicó una segunda edición de Las iniciales del tiempo, que contó con el beneplácito crítico de Roberto Bolaño, quien lo definió con los adjetivos “contenido y denso, dos ingredientes difíciles de juntar”. A partir de esta edición, estuvo vinculada con esta editorial como árbitro y como jurado en concursos, entre ellos el Concurso de Autores Inéditos (Poesía) 2007.

Cuando se creó el Doctorado en Humanidades de la Universidad Central de Venezuela fue una de sus primeras estudiantes y se graduó con Honores en 2008 con una tesis sobre la representación del mal en la narrativa del chileno Roberto Bolaño. Esta extensa investigación le permitió las publicaciones posteriores de sus libros La escritura bárbara. La narrativa de Roberto Bolaño (2010) en Perú y Roberto Bolaño: Poéticas del Mal (2011) en Alemania.

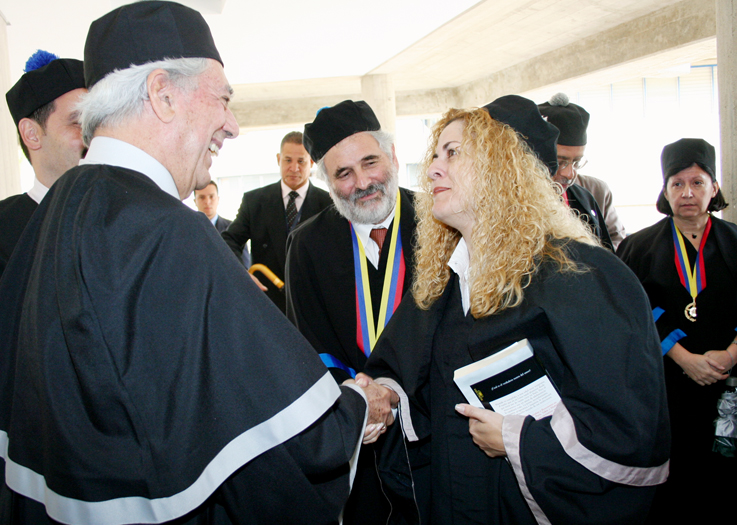
Daniuska González con Mario Vargas Llosa en la entrega del doctorado honoris causa al escritor

En la Universidad Simón Bolívar formó parte la Comisión Electoral por el periodo 2007-2010, primero como Secretaria y luego como Presidenta; y fue Coordinadora del Ciclo Profesional del Decanato de Estudios Generales (2007-2009).
En 2013 fue invitada a dictar una conferencia en “Estrella Distante. Congreso literario a diez años de la muerte de Roberto Bolaño”, organizado por la Pontificia Universidad Católica de Chile, la Universidad de Playa Ancha y la Universidad de Viña del Mar. Esta participación le valió una invitación como Profesora Visitante en el recién creado Doctorado en Literatura Hispanoamericana Contemporánea y en el Magíster en Literatura, ambos programas de la Universidad de Playa Ancha, en Valparaíso.
Ese año apareció su poemario Los pliegos del silencio, editado por el Fondo Editorial Fundarte, de la Alcaldía de Caracas.
Desde 2014 reside en Viña del Mar, Chile, donde es académica Titular Grado 1 de la Facultad de Humanidades, Departamento de Literatura y Lingüística, de la Universidad de Playa Ancha, Valparaíso. Es la Coordinadora del Doctorado en Literatura Hispanoamericana Contemporánea (2020-presente).

## Obra

### Artículos de investigación
- 2000. “Carta de Jamaica, de Simón Bolívar, y Nuestra América, de José Martí. El pensamiento continuo”. Anuario de Estudios Bolivarianos 9, Año VIII, Universidad Simón Bolívar, Caracas, Venezuela.
- 2001. “En el tiempo de las mariposas, de Julia Álvarez: Escribiendo el espacio de lo femenino. Revista de Filología y Lingüística Volumen XXVII(1), Universidad de Costa Rica.
- 2001. “El Décimo Infierno, de Mempo Giardinelli: el discurso del viaje”. Kipus, Revista Andina de Letras 13, Universidad Andina Simón Bolívar, Quito, Ecuador.
- 2001. “La expresión americana, de José Lezama Lima. Los ensayos de un nuevo nombrar americano”. Quaderni Ibero-Americani 89, Associazione Studi Iberici di Torino.
- 2001. “Octavio Paz y la razón poética de El arco y la lira”. Quaderni Ibero-Americani 90, Associazione Studi Iberici di Torino.
- 2003. “Roberto Bolaño: El resplandor de la sombra. La escritura del mal y la historia”. Atenea 488, Segundo Semestre, Universidad de Concepción, Chile.
- 2003. “Roberto Bolaño: la lengua del mal”. Revista Nacional de Cultura 325, Año LXIV, CONAC/La Casa de Bello, Caracas, Venezuela.
- 2004. “Roberto Bolaño. El silencio del mal”. En DOSSIER: LA VIDA COMO LEYENDA: HOMENAJE A ROBERTO BOLAÑO. Quimera 241, Barcelona, España.
- 2004. “Viaje a la narrativa de Luis Sepúlveda. Escribir la ecología: la nueva mirada del escritor viajero”. Revista de Literatura Hispanoamericana 48, Universidad del Zulia, Venezuela.[9]
- 2004. “Las ventanas y las voces, de Juan Carlos Botero. El viaje, la supervivencia, la muerte”. Núcleo 21, Universidad Central de Venezuela.
- 2004. “Los mil y un nuevos relatos: sobre el escritor viajero de Luis Sepúlveda”. Revista de Investigaciones Literarias-Saber UCV 12, Universidad Central de Venezuela, Caracas, Venezuela.
- 2004. “Tejiendo el tiempo mítico de una novela. La Luna de Fausto, de Francisco Herrera Luque”. Revista Nacional de Cultura 330, Año LXV, CONAC/La Casa de Bello, Caracas, Venezuela.
- 2006. “¿Fuera o dentro del juego? La actual narrativa venezolana en el contexto literario hispanoamericano”. Revista Anales de la Universidad Metropolitana 2 (Nueva Serie), Volumen 6, Universidad Metropolitana, Caracas, Venezuela.
- 2006. “Canciones de hogar: la cocina a oscuras, la miseria de amor. Una lectura a la infancia en la poesía de César Vallejo”. Morphé 27/28, Años 18/19, Benemérita Universidad Autónoma de Puebla, México, Instituto de Ciencias Sociales y Humanidades.
- 2006. “La exploración de los límites: la narrativa de Roberto Bolaño”. Discursos/Prácticas. Revista de Literaturas Latinoamericanas 1, Pontificia Universidad Católica de Valparaíso, Chile.
- 2008. “Un asunto tenebroso. La construcción del sujeto literario en Roberto Bolaño”. Anales de Literatura Chilena 10, Año 9, Pontificia Universidad Católica de Chile.
- 2010. “En el nombre del ladre, del tiro y del espíritu landro. Salsa y control, de José Roberto Duque”. SAPIENS. Revista Universitaria de Investigación 1, año 11, Universidad Pedagógica Experimental Libertador, Instituto Pedagógico de Miranda “José Manuel Siso Martínez”, Subdirección de Investigación y Postgrado, Caracas, Venezuela.
- 2011. “Roberto Bolaño: la escritura bárbara”. Moreno, Fernando (Coordinador). Roberto Bolaño. La experiencia del abismo. Editorial Lastarria, Santiago de Chile, Chile, (ISBN: 978-956-345-683-7).
- 2013. “Un estropajo. Un instrumento desechable. Eso fui. El cuerpo abyecto: Carne de perra de Fátima Sime”. Nueva Revista del Pacífico 58, Universidad de Playa Ancha, Valparaíso, Chile.
- 2013. “So many stars that yell above and none is seen. Malandra Court and the symbolic representation of urban violence in Venezuela”. Politeja 24, Volumen Venezuela, Jagiellonian University, Cracovia, Polonia.
- 2013. “Hay una memoria de la carne. Londres 38: la casa santiaguina de tortura y desaparición”. Mundo Nuevo 12, Año V, Instituto de Altos Estudios de América Latina, Universidad Simón Bolívar, Caracas, Venezuela.
- 2016. “Cuerpos ultrajados y en falta. Los crímenes de Ciudad Juárez en el relato de Roberto Bolaño y la poesía de Marjorie Agosín”. Nóesis. Revista de Ciencias Sociales y Humanidades 50, Volumen 25, Universidad Autónoma de Ciudad Juárez, México, (en coautoría con Ana Quilarque Quijada)[10]
- 2016. “El tallo calcinado de la morgue. Las morgues de la globalización en las escrituras de Fernando Vallejo, Roberto Bolaño y Jacqueline Goldberg”. Nueva Revista del Pacífico 65, Universidad de Playa Ancha, Chile.
- 2016. “El país sangrante. Trizas, huellas y borraduras de la violencia urbana en la fotografía de Nelson Garrido”. Taller de Letras 58, Facultad de Letras, Pontificia Universidad Católica de Chile.[11]
- 2016. “Personajes secundarios sembrando un bonsái. Relatos minúsculos de la historia y la memoria en la narrativa de Alejandro Zambra”. Literatura y Lingüística 34, Universidad Católica Silva Henríquez, Chile.
- 2017. “Kafka y Bolaño: ¿para una literatura menor?”. Revista de Filosofía Aurora 29, Pontifícia Universidade Católica do Paraná, Brasil, (en coautoría con Alexis Candia-Cáceres)[12]
- 2017. “Las caletas de la memoria. Relatos de la memoria familiar y de la memoria de la violencia en Pablo Escobar. Mi padre de Juan Pablo Escobar Henao”. Revista de Humanidades 37, Universidad Andrés Bello.[13]
- 2018. “Una princesa triste, que ha perdido la risa, que ha perdido el color. Cuerpo y violencia en Cierra los ojos, princesa de José Alejandro Castaño”. Universum 33, Universidad de Talca, 97-115.[14]
- 2018. “Los recuerdos del porvenir. El testimonio del residuo en Voces de Chernóbil. Crónica del futuro de Svetlana Alexiévich”.   IC Revista Científica de Información y Comunicación 15, Universidad de Sevilla, España, 91-116 (Scopus).[15]
- 2018. “Sujetos que andan en un mundo demasiado riesgoso. La huerfanía del sujeto en la narrativa de Juan Gabriel Vásquez”. Revista Chilena de Literatura 97, Universidad de Chile, 153-174.[16]
- 2018. “Geografías invisibles de la globalización: Bolaño, Almada y Zúñiga”. Anales de Literatura Chilena 28, Pontificia Universidad Católica de Chile, 79-94 (en coautoría con Alexis Candia-Cáceres).[17]
- 2019. “Amaro Castro, Lorena. La pose autobiográfica. Ensayos sobre narrativa chilena” RESEÑA. Literatura y Lingüística 39, Universidad Católica Silva Henríquez, Chile, 353-355.[18]
- 2020. “El `diablo del amor´: La demonización de los afectos, la coquetería y la carnalidad femenina en el virreinato del Perú y la capitanía general de Chile (siglos XVI-XVIII)”. Confluenze 12, Alma Mater Studiorum, Università di Bologna, Italia, 512-543, ISSN: 2036-0967 (en coautoría con Luis Castro Castro)
- 2020. “Corriendo las vallas alrededor del testimonio: reescrituras del género a partir del pacto facticio y la voz medial del periodista/narrador”. Estudios Filológicos 66, Universidad Austral de Chile, Chile, 55-72 ISSN: 0717-6171 (versión electrónica) ISSN: 0071-1713 (versión impresa)
- 2021. “Las ilusiones perdidas. Subjetividades de la derrota en las narrativas de Diego Zúñiga y Canek Sánchez Guevara”. Letral 25, Universidad de Granada, España, 193-215. ISSN: 1989-3302.
- 2021. “El simulacro de la víctima. `Máquina mitológica´, violencia y poder en los testimonios de Alfredo Meza y Nancy Guzmán”. Rassegna Iberistica Volumen 4 n.º 115, Dipartimento di Studi Linguistici e Culturali Comparati, Università Ca' Foscari, Venezia, Italia, 123-141. ISSN: 0392-4777 (versión impresa) 2037-6588 (versión electrónica) (en coautoría con Claire Mercier)
- 2021. “Cuerpos mirados, cuerpos que miran: las series fotográficas de Carla Yovane”. Aisthesis 69, Pontificia Universidad Católica de Chile, Chile, 239-258. ISSN: 0568-3939.
- 2021. “`La imagen superviviente´. Testimonio y fotografía documental en el testimonio chileno contemporáneo (Javier Rebolledo y Nancy Guzmán)”. Universum 36, Universidad de Talca, Chile, 645-659 ISSN: 0718-2376.

### Libros de investigación
- La escritura bárbara. La narrativa de Roberto Bolaño. Fondo Editorial Cultura Peruana, Lima, Perú, 2010.
- Roberto Bolaño: Poéticas del Mal. Editorial Académica Española (eae), Saarbrücken, Alemania, 2011.

### Prólogos de libros
- Once escritores venezolanos. Ediciones Matanzas, Matanzas, Cuba, 1995.
- Selección de cuentos de Emilcen Rivero. Colección Ateneo de Los Teques N.º 23, estado Miranda, Venezuela, 1995.
- Orilla del verso, de Ricardo García de la Rosa (edición bilingüe gallego-español). Colección Ateneo de Los Teques N.º 30, estado Miranda, Venezuela, 1996.
- El Sembrador Jubiloso, de Miguel García Mackle. Colección Ateneo de Los Teques N.º 32, estado Miranda, Venezuela, 1998.

### Ensayos
- “Oswaldo Vigas y Maya Picasso en París. Así que pasen 40 años”. Élite 3591, Caracas, 27 de diciembre de 1994.
- “Héctor Enrique Díaz: el poeta vidente”. El ensayo literario en Los Teques (compilación). Colección Ateneo de Los Teques N.º  27, Venezuela, 1996.
- “Rosalina García: De íntima brasa”. Actual 34, Universidad de Los Andes, Mérida, Venezuela, 1996.
- “Amuleto, de Roberto Bolaño. El ritual poético de la memoria”. Ateneo. Revista de Literatura y Arte 13, 2000.
- “La intocable desnudez que ata. La poesía de Tarek William Saab”. LetrasCCS, Año 3 N° 96, domingo 27 de mayo de 2012.

### Poesía
- El concilio de las fábulas. Colección Ateneo de Los Teques N.º 17, estado Miranda, Venezuela, 1993.
- Poetas Cubanos Actuales (Antología. Selección, prólogo y notas biográficas). Colección Ateneo de Los Teques 25, estado Miranda, Venezuela, 1995.
- Palabra de la Muerte (primera edición). Edición Espacios Culturales, Santo Domingo, República Dominicana, 1998.
- Palabra de la Muerte (segunda edición). Colección Ateneo de Los Teques N.º 38, estado Miranda, Venezuela, 1999.
- Las iniciales del tiempo (primera edición). Secretaría de Cultura/Gobierno del Estado de Puebla, México, 2001.
- Las iniciales del tiempo (segunda edición) (poemario). Monte Ávila Editores Latinoamericana, Caracas, Venezuela, 2004.
- Los pliegos del silencio (poemario). Fondo Editorial Fundarte, Alcaldía de Caracas, Colección Poesía del Siglo XXI N° 6, Venezuela, 2013.
- La completa vigilia (poemario). RIL Editores, Santiago de Chile-Barcelona, 2022.

### Testimonio
- Antonio Santoro, memorias de un emigrante. Colección Biografías Balzac, estado Miranda, Venezuela, 1994.

### Sobre sus libros
- Osuna, Yolanda. “Palabra de la Muerte de Daniuska González”. Últimas Noticias, Suplemento Cultural, Caracas, domingo 11 de abril de 1999.
- Osuna, Yolanda. “Palabra de la Muerte de Daniuska González González”. El Universal, Caracas, domingo 13 de junio de 1999.
- Montejo, Eugenio. Presentación a Palabra de la Muerte. Colección Ateneo de Los Teques N° 38, Venezuela, 1999.
- Rattia, Rafael. Presentación a Palabra de la Muerte. Colección Ateneo de Los Teques N° 38, Venezuela, 1999.
- Morales Chavarro, Winston. “Palabra de la Muerte”. Diario del Huila, Neiva, Colombia, viernes 10 de septiembre de 1999.
- Mora, Tulio. “El sueño eterno de la poesía. Palabra de la Muerte de la poeta Daniuska González”. Ateneo. Revista de Literatura y Arte 12, 2000, Venezuela.
- Moreno-Uribe, E.A. Daniuska González: “Ya pasó el tiempo de la poesía” (entrevista). El Mundo, Caracas, sábado 4 de agosto de 2001.
- Barba, Jaime. “Nostalgia y Herida: El rumor de la poesía de Daniuska”. Ateneo. Revista de Literatura y Arte 19, Venezuela, 2002.
- Marcotrigiano L., Miguel. “La palabra de Daniuska González”. Las Voces de la Hidra. La poesía venezolana de los años ´90 (2002). Mérida, Venezuela: Ediciones Mucuglifo.
- Marcotrigiano L., Miguel. “La palabra de Daniuska González”. Ateneo. Revista de Literatura y Arte 19, Venezuela, 2002.
- Saraceni, Gina. En-obra. ANTOLOGÍA DE LA POESÍA VENEZOLANA 1983-2008 (2008). Caracas: Editorial Equinoccio.
- Rioseco, Marcelo. “La escritura bárbara. La narrativa de Roberto Bolaño, de Daniuska González”. Estudios (Universidad Simón Bolívar) 19:38, Venezuela, 2011.
- Quinan, Catherine. “Los pliegos del silencio”. Ciudad Caracas, Venezuela, sábado 27 de julio de 2013.
- Morales, Eddie. “Daniuska González: la mirada de la muerte”. Casablanca Hoy, Valparaíso, Chile, 14 de enero de 2016.